# Ben Mohammed Abdesselem
Ben Mohammed Abdesselem (* 15. Juni 1926 in Casablanca; † 31. Dezember 1965) war ein französischer Fußballspieler marokkanischer Herkunft.

## Als Spieler im Verein

### In Bordeaux (1952–1955)
Der 180 Zentimeter große Stürmer Abdesselem wuchs im von Frankreich beherrschten Marokko auf und trug in seiner Heimatstadt das Trikot des WAC Casablanca. Mit 26 Jahren wechselte er 1952 ins französische Mutterland und unterschrieb beim Erstligisten Girondins Bordeaux einen Profivertrag. Sein Debüt in der höchsten französischen Spielklasse erreichte er am 14. September 1952, als er bei einer 1:3-Niederlage gegen den Le Havre AC auf dem Platz stand. Anschließend avancierte er zum Stammspieler und erzielte am 23. November desselben Jahres bei einer Begegnung gegen Olympique Nîmes seinen ersten Treffer, der ihm gleich in der ersten Minute glückte. Im weiteren Verlauf der Partie traf er zwei weitere Male und hatte so maßgeblichen Anteil am 3:2-Erfolg seines Teams. In der nachfolgenden Zeit bewies er seine Torjägerqualitäten und belegte mit 22 Treffern während der Spielzeit 1952/53 Platz drei in der Rangliste der besten Schützen; denselben Platz belegte Bordeaux in der Abschlusstabelle. Dem folgten zwei Saisons, in denen er mit 14 bzw. 15 Toren weiterhin erfolgreich war, wenngleich er damit nicht an sein erstes Profijahr anknüpfen konnte. Mit der Elf erreichte er das nationale Pokalfinale 1955, bei dem man auf den OSC Lille traf. Er wurde im Endspiel aufgeboten, kam aber zu keinem Torerfolg und musste letztlich eine 2:5-Niederlage hinnehmen. Im selben Jahr kehrte er Bordeaux den Rücken.

### In Nîmes (1955–1957)
Im Anschluss an seinen Abschied bei Bordeaux unterschrieb er 1955 beim Ligarivalen Olympique Nîmes. Dort war er in der Regel als Stammspieler gesetzt und steuerte in seinem ersten Jahr zwölf Treffer bei. Überdies gewann er in dieser Spielzeit im Zweitpokalwettbewerb Coupe Charles Drago den einzigen Titel seiner Laufbahn. In der Saison 1956/57 spielte er in der Mannschaft hingegen kaum noch eine Rolle und absolvierte nur noch zwei Partien. Daraufhin beendete er 1957 mit 31 Jahren nach 98 Erstligapartien mit 63 Toren seine lediglich fünf Jahre andauernde Profikarriere.

## Nationalmannschaft
Abdesselem war 27 Jahre alt, als er am 25. November 1953 bei einem 1:0-Sieg gegen Irland zum ersten Mal das Trikot der französischen Nationalmannschaft tragen durfte. Das Freundschaftsspiel, bei dem er ohne eigenen Torerfolg blieb, war das einzige Länderspiel, das er absolvierte.

## Spielstil
Der Stürmer galt als technisch stark und hatte eine gute Ballbehandlung. Darüber hinaus war er sehr beweglich. Andererseits hatte er auch den Ruf, leichtfertig zu sein, und war zudem schwankend in seinem Leistungsniveau.